# John McNally (homme politique)
Pour les articles homonymes, voir McNally.
Pour le boxeur irlandais, voir John McNally.
John McNally, dit Johnny McNally, né le 1er février 1951 à Denny (Écosse), est un homme politique britannique. Membre du Parti national écossais (SNP), il est député de Falkirk à la Chambre des communes de 2015 à 2024.

## Carrière politique

### Carrière locale
John McNally rejoint le Parti national écossais en 2000. Il est d'abord élu au conseil du Falkirk en 2005, lorsqu'il remporte l'élection partielle dans le district de Herbertshire. Jusque-là, le SNP est incapable de faire une percée dans le secteur. Il se présente comme candidat dans la circonscription parlementaire de Falkirk aux élections générales de 2010, terminant deuxième derrière Eric Joyce (en) du Parti travailliste.

### Député britannique
En 2015, John McNally est élu député au Parlement du Royaume-Uni avec 34 831 voix, soit une majorité de 19 701 voix sur son plus proche rival, ce qui constitue la plus grande majorité pour un élu du SNP de ce cycle électoral. Il conserve son siège à Falkirk aux élections générales anticipées de 2017, une majorité cependant réduite de 4 923 voix, en raison notamment de la résurgence des conservateurs.
Aux élections générales anticipées de 2019, alors que le SNP progresse en nombre de candidats élus, John McNally conserve à nouveau son siège à Falkirk avec une majorité nettement accrue de 14 948 voix par rapport au candidat conservateur, arrivé deuxième. Il est alors l'un des 47 députés du SNP siégeant à la Chambre des communes en tant que troisième plus grand parti, après les conservateurs et les travaillistes.
Il est le porte-parole du SNP pour l'environnement et pose des questions sur la pêche non durable et l'élimination appropriée des déchets recyclables,. Il est membre du comité d'audit environnemental et président du groupe parlementaire multipartite sur l'industrie capillaire. Il fait campagne pour l'introduction de l'enregistrement obligatoire dans l'industrie de la coiffure pour lutter contre l'esclavage moderne.
Il est l'un des 114 députés qui votent contre le déclenchement de l'article 50 de retrait de l'Union européenne, en 2017. Il soutient publiquement l'organisation caritative Arthritis Research UK. En 2023, il annonce qu'il ne sera pas candidat à un quatrième mandat aux élections générales à venir.

## Vie privée
John McNally est coiffeur propriétaire depuis plus de 30 ans à Denny. Lui et sa femme Sandra ont deux enfants.
En 2016, il révèle qu'il a souffert d'une intoxication au monoxyde de carbone alors qu'il séjournait dans une maison louée à Londres, estimant que seule une « fenêtre branlante » l'avait empêché de mourir en ventilant la propriété. Il utilise cette expérience pour mettre en évidence le besoin de détecteurs de monoxyde de carbone.